# Concentrador d'oxigen

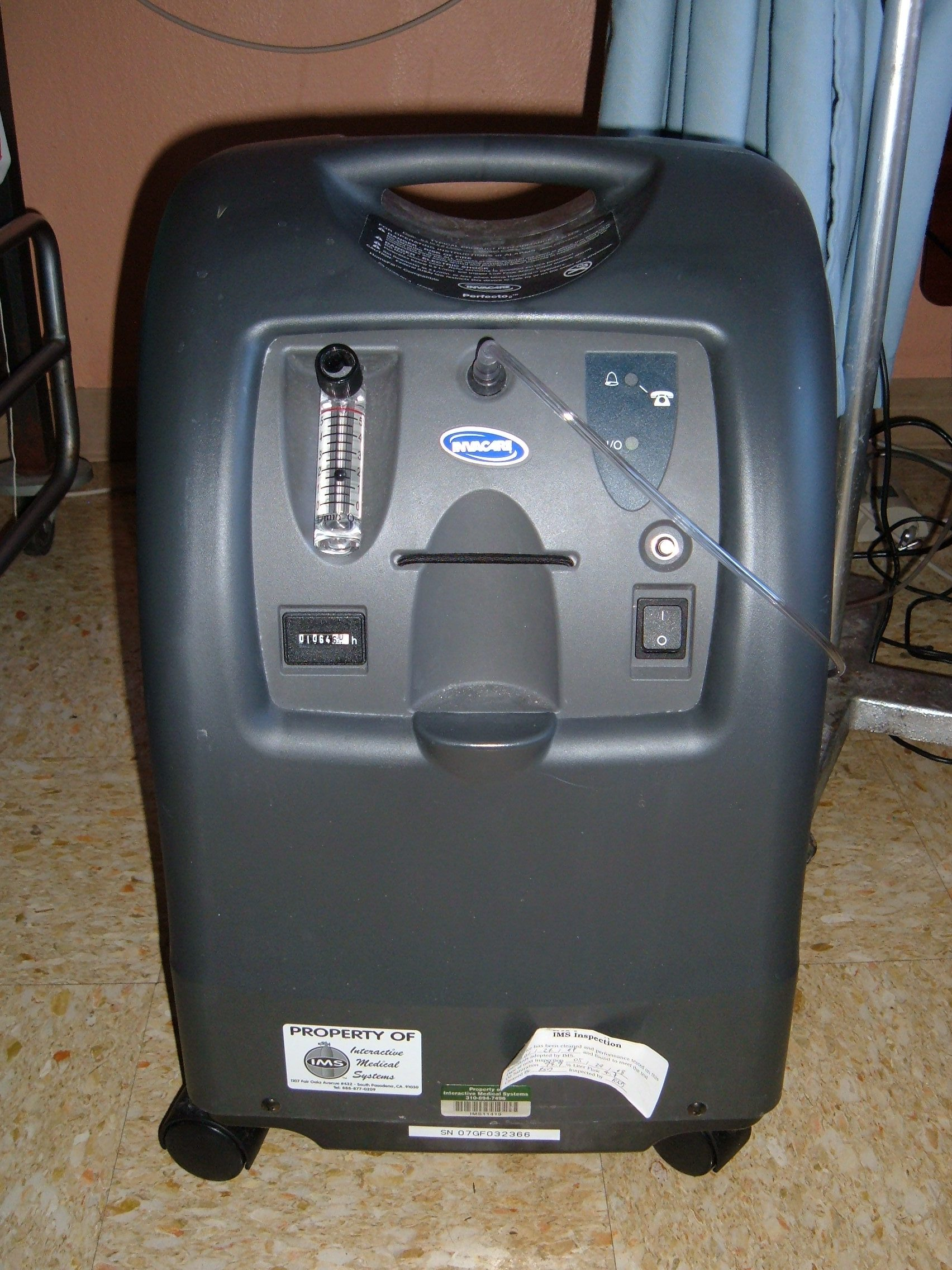
Un concentrador d'oxigen Invacare Perfecto 2

Un concentrador d'oxigen és un aparell normalment emprat en teràpies per a pacients amb dificultats respiratòries o en intervencions on el pacient es troba anestesiat. Aquest aparell subministra aire amb concentracions d'oxigen superiors a les de l'aire de l'ambient. Són una alternativa més segura, barata i convenient que emprar tancs d'oxigen a pressió, a més de no necessitar recàrregues, ja que funcionen a partir de l'oxigen naturalment present en l'aire. També es fan servir com a font d'oxigen econòmica en processos industrials com ara la producció d'ozó. A l'aviació, serveixen per prevenir la manca d'oxigen a les cabines sense pressió.

## Funcionament
Aquests aparells concentren l'oxigen mitjançant l'adsorció del nitrogen en un granulat de zeolita. Aquest granulat, a pressions elevades té tendència a retenir el nitrogen. Així doncs, aquests aparells solen constar d'un primer receptacle amb granulat de zeolita on s'introdueix l'aire ambient fins a assolir pressions prou elevades perquè la zeolita retingui el nitrogen. Un cop el nitrogen està retingut, l'aire a pressió té una major concentració d'oxigen i es condueix a un segon receptacle, on es despressuritza i des d'on se subministra l'aire ric en oxigen. Un cop eliminat l'aire del primer receptacle, aquest es porta a pressió atmosfèrica, i així allibera el nitrogen adsorbit a la zeolita. Aquest procés es repeteix i pot subministrar aire amb un 95% d'oxigen amb un flux de 5 litres per minut.